# Bismarckeiche Strehlen

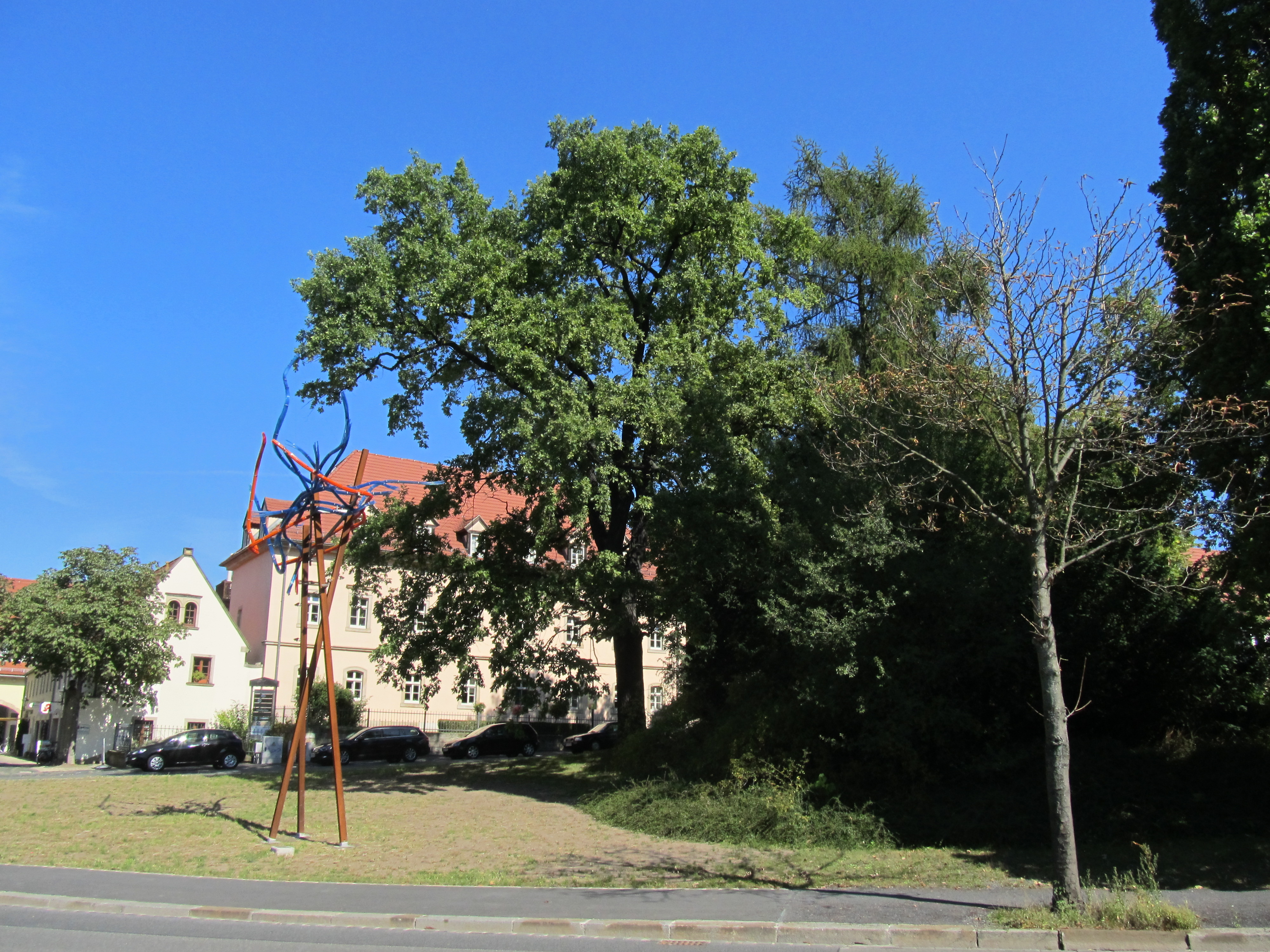
Bismarckeiche, links daneben die 2017 dorthin umgesetzte Skulptur „Innere Mitte“ von Kerstin Franke-Gneuß, im Hintergrund die denkmalgeschützten Gebäude Altstrehlen 5 und Mary-Krebs-Straße 1

Die Bismarckeiche Strehlen ist eine 1890 zu Ehren Otto von Bismarcks gepflanzte Stieleiche (Quercus robur) in Strehlen, seit 1892 ein Stadtteil von Dresden. Sie steht auf dem früheren Dorfplatz Altstrehlen, der zur Zeit der Pflanzung Albertplatz hieß. Mit einer Höhe von etwa 18 Metern, einem Kronendurchmesser von etwa 16 Metern sowie einem Stammdurchmesser von etwa 80 Zentimetern ist sie weniger mächtig als die 250 Meter entfernt am Wasaplatz stehende Alberteiche.

## Geschichte
Otto von Bismarck, seit 1862 preußischer Ministerpräsident, trieb die Einigung Deutschlands maßgeblich voran und war seit 1871 erster Reichskanzler des Deutschen Reiches. Nachdem der 1888 inthronisierte Kaiser Wilhelm II. ihm am 15. März 1890 die Unterstützung entzog, reichte Bismarck wenige Tage später sein Entlassungsgesuch ein.
Als Zeichen des Danks und der Würdigung Bismarcks pflanzten Strehlener zwei Monate später am 19. Mai 1890 unter Federführung der Sektion Strehlen des Gebirgsvereins für die Sächsische Schweiz in feierlichem Rahmen diesen Gedenkbaum. Dazu versammelten sich Vertreter des Gemeinderates, des Zentralausschusses des Gebirgsvereins, der Strehlener Vereine, Mitglieder der Sektion Strehlen des Gebirgsvereins, Kinder der Volksschule und der höheren Töchterschule mit ihren Lehrern und Lehrerinnen sowie andere Gemeindeglieder im Ballhaus „Zur Goldenen Krone“ in der Dohnaer Straße.
Der Festzug begab sich unter musikalischer Begleitung die etwa 250 Meter zum nahegelegenen Albertplatz und eröffnete die Feier mit dem Deutschlandlied. Pastor Richter hob in einer Rede die Verdienste Bismarcks hervor und weihte dann die geschmückte Eiche. Anschließend erhielt der in die Erde gesetzte Baum unter Begleitworten je drei Schaufeln Erde von Ernst Wilhelm Zöllner als Vorsitzenden der Sektion Strehlen des Gebirgsvereins, Gutsbesitzer Tamm als Vertreter des Gemeinderates, Oscar Lehmann vom Zentralausschuss des Gebirgsvereins, Lehrer Meyer als Vertreter der Schule, Herrn Förster vom Turnverein, Herrn Richter vom Gesangsverein, Herrn Ebert von der Feuerwehr und vom Kunstgärtner Just. Anschließend sang man das Lied Segen spende, Meister, das im Herbst zuvor auch bei der Einweihung des Wettin-Obelisken auf dem Lilienstein erklang. Nach Hochs auf Kaiser Wilhelm II. und König Albert von Sachsen sang man Die Wacht am Rhein, bevor der Festzug zur Goldenen Krone zurückkehrte und dort eine Festversammlung mit Ansprachen und Gesängen abhielt.
Ernst Wilhelm Zöllner verfasste ein Begrüßungstelegramm an Bismarck:

„Ew Durchlaucht, als dem Gründer des deutschen Reiches, sendet die zur Pflanzung einer „Bismarck-Eiche“ versammelte „Sektion Strehlen“ (Dresden) der vereinigten Gebirgsvereine für die sächsische Schweiz in unauslöschlicher Dankbarkeit erfurchtsvollen Gruß. Zöllner, Vorsitzender.“

Als Gedenkbaum ist in Strehlen bereits 1883 die Luthereiche gepflanzt worden. Im April 1898 folgte die Alberteiche.